# Саша Чађо
Саша Чађо (Сарајево, 13. јул 1989) српска је кошаркашица. Игра на позицији бека.
Професионалну каријеру је започела 2006. године у Младом Крајишнику из Бање Луке, са којим је освојила Куп Републике Српске. Са сарајевским Жељезничарем је освојила два првенства и један куп БиХ. Куп Србије је освајала три пута, од тога два пута са Хемофармом: 2010. и 2012, те једном са Партизаном (2013). Са Партизаном је 2013. године освојила још два трофеја: првенство Србије и титулу побједника регионалне лиге.
Саша је у млађим категоријама наступала за репрезентативне селекције Босне и Херцеговине, а потом се одлучила да наступа за најбољу селекцију Србије. Са женском кошаркашком репрезентацијом Србије је дошла до четвртог мјеста на Европском првенству 2013, наредне године је изборила пласман у четвртфинале свјетског првенства, а 2015. године је на шампионату Европе освојила прво мјесто. Овим успјехом је обезбјеђен и пласман на Олимпијске игре 2016, што ће бити прво учешће на олимпијским играма женској кошаркашкој репрезентацији под именом Србија.
Са репрезентацијом Србије освојила је златну медаљу на Европском првенству 2021. године одржаном у Француској и Шпанији.

## Одликовања
- Медаља заслуга за народ (Република Српска)